# Şehzade Mehmed Abid
Şehzade Mehmed Abid Efendi (turco ottomano: شهزادہ محمد عابد; Istanbul, 17 maggio 1905 – Beirut, 8 dicembre 1973) è stato un principe ottomano, figlio del sultano Abdülhamid II e della consorte Saliha Naciye Kadın, e cognato del re Zog I d'Albania.

## Origini
Şehzade Mehmed Abid nacque il 17 maggio 1905 a Istanbul, nel Palazzo Yıldız. Suo padre era il sultano ottomano Abdülhamid II e sua madre la consorte Saliha Naciye Kadın. Era l'ultimo figlio maschio del sultano e prendeva il nome dallo zio paterno, morto neonato. Aveva una sorella minore, Samiye Sultan, morta a un anno.
Nel 1909 suo padre venne deposto ed esiliato a Salonicco. Sua madre lo seguì e Abid andò con loro. Nel 1912 Salonicco divenne greca e Abdülhamid venne allora confinato a Palazzo Beylerbeyi a Istanbul. Ancora una volta, sua madre scelse di rimanere con lui fino alla sua morte, avvenuta nel 1918.
Abid venne circonciso il 9 ottobre 1913 e successivamente iscritto al College di Galata, dove studiò pittura con Halil Paşah e storia con Tevfik Bey. Successivamente, frequentò il Collegio militare ottomano. Venne nominato tenente e aiutante di campo del sultano Mehmed VI, suo zio.
Nel 1923 perse anche la madre.
Tra il 1918 e il 1922, Abid visse nel Palazzo Yıldız e tra il 1922 e il 1924 nel Palazzo Erenköy.

## Esilio
Nel 1923 la dinastia ottomana venne esiliata.
Abid pensò di andare in Egitto, ma quando gli venne rifiutato l'ingresso si stabilì a Beirut in Libano, vicino al suo fratellastro Şehzade Mehmed Selim.
In seguito si trasferì a Parigi, dalla sorellastra Hamide Ayşe Sultan, dove iniziò a lavorare come venditore di saponi e altri articoli da bagno.
Nel 1925, insieme al resto della famiglia di Abdülhamid II, affidò a Sami Günzberg, noto avvocato ebreo, il compito di recuperare l'eredità requisita dal governo repubblicano turco, con scarso successo.
Dopo qualche anno, risparmiò abbastanza da iscriversi alla Sorbona, laureandosi in Giurisprudenza e Scienze politiche nel 1936 e 1937. In seguito, conseguì il dottorato il Scienze politiche e si iscrisse all'Ecole Nationale des Langues Orientales Vivantes, dove si è laureato in Lingua e Letteratura Persiana. Durante questo periodo, visse a Tolosa, Nizza, Madrid, Lisbona, Il Cairo, Alessandria e Tirana. Stabilì diversi contatti di alto livello, tanto che l'imperatore del Giappone lo tenne in considerazione come possibile sovrano del Turkestan e re Zog I d'Albania, all'epoca senza figli, pensò di nominarlo suo erede e fra il 1936 e il 1939 lo nominò ambasciatore albanese in Francia, fino a quando non venne rovesciato dal regime fascista italiano.

## Morte
Nel 1966 Abid tornò a vivere a Beirut, dove morì d'infarto l'8 dicembre 1973. Venne sepolto nel monastero di Solimano a Damasco, in Siria.

## Famiglia
Şehzade Mehmed Abid fu fidanzato tre volte senza riuscire mai arrivare al matrimonio. Ebbe due mogli ma nessun figlio.

### Fidanzamenti
- Nel 1930, Abid chiese la mano di Dürrüşehvar Sultan, figlia del califfo Abdülmecid II. Il padre di lei alla fine rifiutò, adducendo come scusa il fatto che Dürrüşehvar fosse troppo giovane. In realtà, aveva già combinato il suo matrimonio con Azam Jah, ricchissimo principe indiano, figlio del Nizam di Hyderabad, Mir Osman Ali Khan. I due si sposarono nel 1931.
- Nel 1934 si pensò a un matrimonio fra lui, appena rimasto vedovo della sua prima consorte, e Mihriban Mihrişah Sultan, figlia di Şehzade Yusuf Izzeddin e nipote del sultano Abdülaziz, ma lei era già innamorata di suo cugino Şehzade Ömer Faruk, fratellastro di Dürrüşehvar Sultan, che poi sposò nel 1948, e non accettò il fidanzamento.
- Infine, venne proposto come sposo per una delle figlie di Mir Osman Ali Khan, dal momento che i suoi due figli avevano già sposato due principesse ottomane, la sopra citata Dürrüşehvar Sultan e Nilüfer Hanımsultan, ma il Nizam rifiutò.

### Consorti
Abid ebbe due mogli, da nessuna delle quali ebbe figli:
- Pinardil Fahriye Hanım. Morì nel 1934 a Nizza e venne sepolta nel cimitero di Bobigny.
- Principessa Senije Hanem Zogu di Albania. Sorella minore del re Zog I d'Albania. Si fidanzarono il 9 gennaio 1936 e si sposarono il 13 gennaio 1936, a Tirana. Divorziarono nel 1949.

## Personalità
Abid era molto intelligente, colto e interessato alla storia. Amava passare il suo tempo in biblioteche e librerie. Sapeva parlare turco, francese, arabo e persiano.
Ricevette spesso offerte per rilasciare interviste o scrivere le sue memorie, ma le rifiutò tutte.
Era descritto come un bell'uomo, vestito in modo semplice ed elegante. Aveva una personalità modesta e silenziosa.

## Onorificenze
Straniere
- Regno d'Albania: Gran Croce dell'Ordine della Besa; 1936

## Cultura popolare
- Şehzade Mehmed Abid è un personaggio del romanzo storico di Tim Symonds del 2015 Sherlock Holmes and The Sword of Osman.